# Bárbara Blomberg
Bárbara Blomberg Lohman (Ratisbona, 1527 – Ambrosero, 17 de diciembre de 1597) fue una dama alemana, amante del emperador Carlos V y madre de Don Juan de Austria. 

## Biografía
Era la hija mayor de Wolfgang Blomberg y Sibylle Lohman, un matrimonio de burgueses de Ratisbona dedicados a la compra y venta de pieles. En el verano de 1546 conoció al  emperador Carlos V, de 46 años, cuando este asistía a la Dieta Imperial, quien quedó prendado de la belleza y dotes para el canto de esta joven de 19 años de edad. Ambos vivirían un corto pero apasionado idilio. De este encuentro y de los amores de ambos nacería en 1547 y en estricto secreto don Juan de Austria, reconocido hijo extramatrimonial del emperador.
En 1550 Bárbara Blomberg se desposó con Jerónimo Píramo Kegell (Jerôme Pyramus Kegell), tutor de don Juan, a quien dio su nombre y encubriría los amores de Carlos V. A cambio, obtendría el cargo de comisario del ejército del Emperador en la corte de María de Hungría en Bruselas, donde viviría Bárbara desde 1551. Juan de Austria fue separado de su madre para su crianza primero a cargo de  Adrián Du Bois, ayuda de cámara del Emperador, hasta que en 1550 fue trasladado a España a educarse bajo la tutela de Ana Medina, casada con Francisco Massy, un tañedor de viola de la capilla imperial. Bárbara le daría a Jerónimo dos hijos más, uno de los cuales se ahogó en un barril de agua en el año 1569 y el mayor, que sirvió en el ejército español en Flandes utilizando el apellido Pyramus y donde llegó al grado de coronel. Este último se casó con la baronesa de Saint-Martin.
En 1569, con 42 años y meses antes de perder a su hijo, enviudó de su marido, lo que dejó a la familia en una condición económica incierta. A instancias del Duque de Alba, Fernando Álvarez de Toledo y Pimentel, gobernador general de los Países Bajos, se le otorgó una generosa pensión de 4944 florines anuales de mano del propio emperador, y posteriormente del rey Felipe II de España, como madre de don Juan. Durante ese tiempo, el duque de Alba la trasladó a vivir a Amberes, Gante y Luxemburgo, ante el riesgo de que se llegase a casar con sus múltiples pretendientes, siendo conocidos los informes secretos elaborados por agentes del rey Felipe II en los que se expone abiertamente la facilidad que poseía Bárbara para cambiar de amante, amén de su amistad con la propietaria de una mancebía en Amberes.
De carácter libertino, la forma de vivir escandalosa y despilfarradora de la «Madame», como era conocida, terminaría llamando la atención de su hijo, Juan de Austria. En 1576 tuvo lugar la única conversación entre madre e hijo en la que ella aceptó, no sin desagrado, viajar a España con el fin de no complicar la situación política de su hijo, que tomaría posesión en 1577 del cargo de gobernador de los Países Bajos, siendo obligada a ingresar en un convento de monjas. Debido a su aislamiento del mundo exterior, los conventos eran en aquella época el lugar idóneo para que las mujeres de la alta sociedad olvidasen sus disolutas existencias. Para Bárbara, que estaba más inclinada a divertirse y llevar una vida alegre e independiente, los ejercicios espirituales de un convento de monjas mortificarían su existencia.
El 13 de marzo de 1577 desembarcó en el puerto de la villa cántabra de Laredo, acompañada en su viaje por su otro vástago, Conrado de Píramo, su nuera, la baronesa de Saint-Martín María de Algora, y sus cuatro nietos. La esperaba Magdalena de Ulloa, viuda de Luis Méndez Quijada, con quien había sido criado y educado su hijo. Diversas actas y documentos históricos de la época registraron la visita de Bárbara Blomberg a distintos lugares y pueblos de Trasmiera, donde asistió a diversas fiestas que se celebraban en la Merindad. De allí partiría para ingresar en el convento castellano de Santa María la Real de San Cebrián de Mazote, a unos 70 kilómetros de Valladolid.
Tras la temprana muerte de su hijo en Namur en 1578, a los 33 años de edad, Bárbara Blomberg pidió trasladarse a Colindres, pues en el monasterio la vida le resultaba muy ingrata.
Así pues, en 1580 abandonó el convento y se trasladó a vivir a la antigua casona señorial que perteneció a don Juan de Escobedo (el que fuera secretario de su hijo, asesinado en 1578), para en 1584 moverse finalmente a una casa propiedad del aposentador Juan de Mazateve, en la pequeña localidad de Ambrosero (Cantabria), en el actual barrio de la «Madama», como era conocida y así nombrado en su honor. Allí pasó los últimos años de vida con sus hijos y algún miembro de personal a sus servicio, en una granja, manteniéndose de las rentas que su hijo Don Juan le había asignado y de la pensión de 3000 ducados que le había otorgado el rey Felipe II, llevando una vida independiente.
El 17 de diciembre de 1597 acababa su existencia la que fuese amante del emperador Carlos V, siendo enterrada en la iglesia de San Sebastián mártir del Monasterio de Montehano, en Escalante (Cantabria).